# 透明人間の作り方
『透明人間の作り方』（とうめいにんげんのつくりかた）は増田英二による日本の漫画作品。『週刊少年チャンピオン』（秋田書店刊）にて、2010年10号から同年17号にかけて短期集中連載された（全8話）。連載から4年を経て2014年5月に単行本が発売（全1巻）。

## あらすじ
繰り返される退屈な日常を過ごす高校生の斉藤真二は、その退屈を紛らわすためにさまざまな悪戯をする。ある日、進路調査を白紙で提出しようとした真二は、クラスメイトの何気ない一言に激昂し、暴力沙汰を起こす。その時、真二の携帯電話に『透明人間の作り方』という内容のメールが届く。

## 登場人物
斉藤 真二（さいとう しんじ）
悪戯で退屈を紛らわす高校生。『透明人間の作り方』のメールに返信したことで透明人間になってしまう。加奈に想いを寄せる。
袖木 加奈（そでぎ かな）
カメラが大好きなショートカットの女子高生。真二とは小学生からの仲で、真二に想いを寄せる。
ミキ
『透明人間』の1人。透明人間になった真二が出会った少女。何故か『透明人間』に関して詳しい。その正体は真二の姉であり、コミックスのおまけで真二と再会している。

## 書誌情報
- 増田英二『透明人間の作り方』 秋田書店〈少年チャンピオン・コミックス〉、2014年5月8日発売、ISBN 978-4-253-20640-2